# 普爾迪夫卡
48°58′35″N 38°34′48″E / 48.97639°N 38.58000°E
普爾迪夫卡（烏克蘭語：Пурдівка）是位於烏克蘭東部的村莊，由盧甘斯克州北頓涅茨克區的北頓涅茨克市鎮負責管轄。該村始建於1959年，面積0.57平方公里，海拔高度75米，2001年人口83，人口密度每平方公里146.9人。